# Diospyros texana
Kaki du Texas, Kaki du Mexique, Kaki noir, Chapote
« Chapote » redirige ici. Pour les autres significations, voir Sapote.
Espèce
Répartition géographique
Synonymes
- Brayodendron texanum (Scheele) Small[2]
- Diospyros cuneifolia Hiern[2]
- Diospyros mexicana Scheele ex Hiern[2]

Diospyros texana est une espèce de plantes à fleurs du genre Diospyros et de la familles des Ebenaceae. C'est un kaki originaire du centre, du sud et de l'ouest du Texas, et du sud-ouest de l'Oklahoma pour les États-Unis, ainsi que de l'est du Chihuahua, Coahuila, Nuevo León et Tamaulipas dans le nord-est du Mexique. Les noms vernaculaires sont notamment le kaki du Texas, le kaki du Mexique et le kaki noir (en), plus ambigu. Il est connu en espagnol sous les noms de chapote, chapote manzano, ou chapote prieto, qui dérivent tous du mot nahuatl « tzapotl ». Ce mot fait également référence à plusieurs autres arbres fruitiers.

## Description

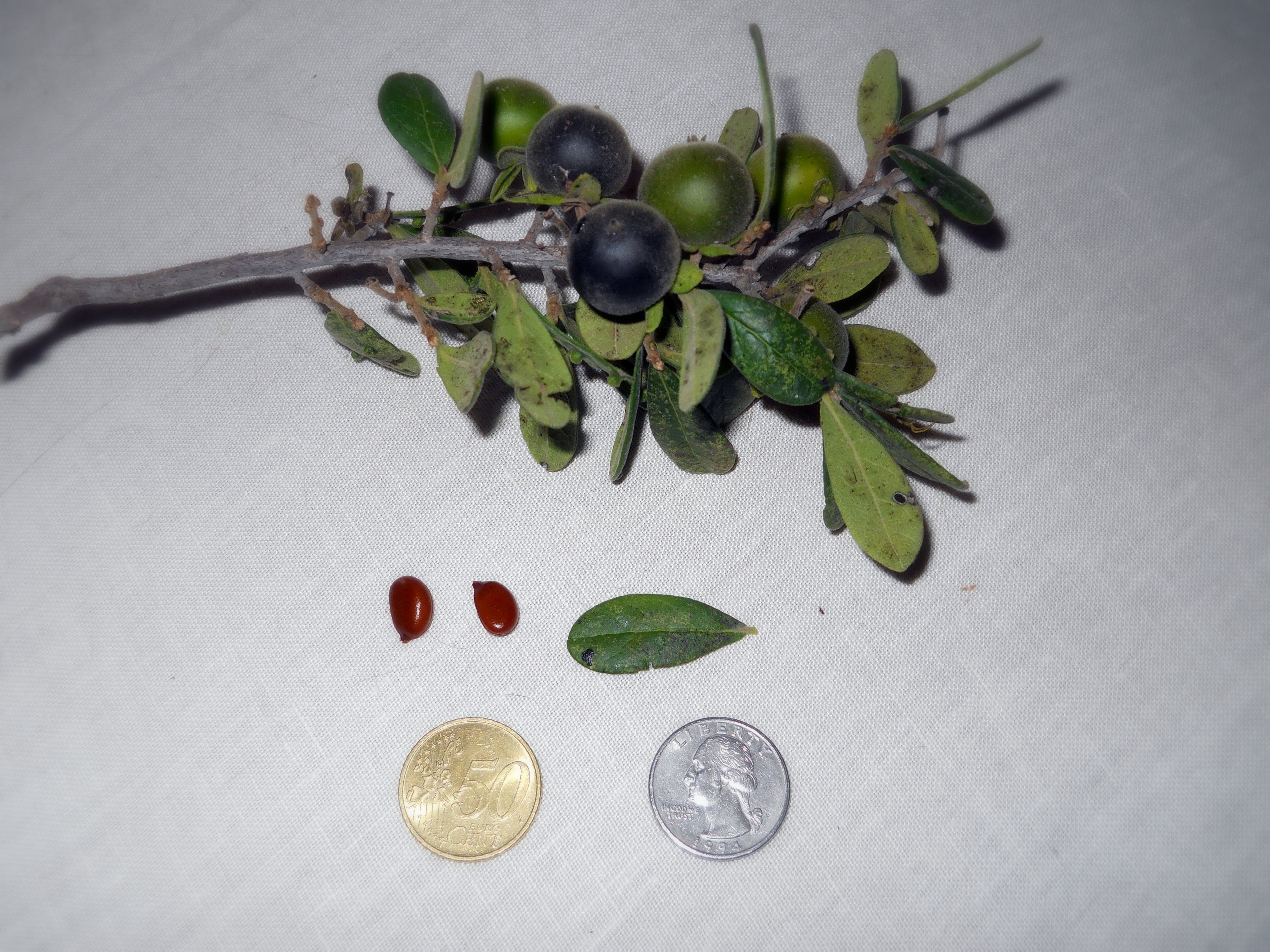
Les graines, feuilles, écorces, fruits mûrs et non mûrs du kaki du Texas.

Diospyros texana est un petit arbre ou un grand arbrisseau à tronc multiple d'une durée de vie de 30 à 50 ans. Il fait en général 3 m de haut, mais peut atteindre 12 m sur de bons sites. L'écorce est lisse, d'un gris rougeâtre pâle et se détache des arbres matures pour révéler des nuances de rose, de blanc et de gris sur le tronc.

### Feuille
Les feuilles sclérophylles sont obovales, vert foncé, de 2 à 5 cm de long et 1 à 3 cm de large. Les sommets sont obtus à échancrés. Les surfaces supérieures sont brillantes, tandis que les inférieures sont recouvertes de poils fins et dépourvues de glandes basilaminaires. Les feuilles sont attachées à des pétioles de 0,1 à 0,5 cm. Les arbres sont caducs au nord de leur aire de répartition et deviennent persistants plus au sud.

### Fleur

Anatomie simplifiée d'une fleur épanouie.

Diospyros texana est un arbre dioïque (arbres mâles et femelles séparés) qui produit des fleurs à partir de mars ou d'avril. Les fleurs sont blanches, en forme d'urne, et mesurent de 0,8 à 1,6 cm de large. Ils ont cinq sépales, cinq pétales, 16 étamines et quatre styles (en). Les fleurs sont solitaires ou se forment sur des cymes de deux à trois.

### Fruit
Les fruits de D. texana sont des baies noires, sous-globulaires d'un diamètre de 1,5 à 2,5 cm qui mûrissent en août. Elles contiennent de trois à huit graines triangulaires rouge pâle d'environ 0,8 cm de long.

## Liste des variétés
Selon Tropicos (2 janvier 2018)  :
- variété Diospyros texana var. californica Brandegee
- variété Diospyros texana var. texana

## Habitat
Le kaki du Texas se retrouve à des altitudes allant du niveau de la mer à 1 800 m. Il habite le plateau d'Edwards, le désert de Chihuahua, le tiers sud des prairies côtières du golfe du Mexique, le mezquital de Tamaulipas et le matorral de Tamaulipas (en),. Dans toute son aire de répartition, D. texana privilégie les zones ripariennes, les marges des prairies et les versants rocheux. Il préfère les sols alcalins bien drainés.

## Utilisations
L'aubier du kaki du Texas est jaune clair, tandis que le duramen, que l'on trouve uniquement dans les très grands arbres, est noir (ébène), comme celui de l'apparenté D. ebenum. Le duramen est dur, dense, et nécessite un polissage important. Il est utilisé pour faire des blocs de gravure, des œuvres d'art et des outils. Les baies charnues sont comestibles et sucrées lorsqu'elles sont mûres, et sont utilisées dans des puddings et des costardes ; elles sont également appréciées par de nombreuses espèces d'oiseaux et de mammifères. Ils étaient traditionnellement utilisés par les Amérindiens pour fabriquer une teinture (en) noire pour les peaux d'animaux et sont encore utilisés à cette fin au Mexique. La petite taille, l'écorce écaillée, les ramifications complexes et la tolérance à la sécheresse de D. texana le rendent utile en tant que plante ornementale.

## Écologie
Diospyros texana est un hôte pour les chenilles du porte-queue gris (Strymon melinus) et du lutin des bleuets (Callophrys henrici).